# Santa Maria de Freixenet de Segarra
Santa Maria de Freixenet de Segarra és una església de Sant Guim de Freixenet (Segarra) protegida com a bé cultural d'interès local.
L'església és a la part alta del nucli urbà i aïllada de qualsevol edificació. L'edifici presenta dos moments constructius clarament definits a partir del parament i estil constructiu. Un primer moment, el situaríem en època romànica i correspondria a una part l'edifici del temple primitiu; els murs del qual estan adossats i integrats a la part de llevant de l'actual edifici, aquest últim orientat a migjorn. Malgrat aquestes transformacions, es pot identificar fàcilment la part del transsepte, cobert amb un cimbori prismàtic, capçada més enllà per un absis semicircular. També presenta estructures absidals semicirculars als braços d'aquest transsepte, orientats a llevant; un dels quals ha desaparegut i tan sols ens queden les restes del seu alçat i part del mur. Al centre dels absis es disposa d'una obertura de doble esqueixada i hi ha una altra obertura forma cruciforme, situada al mur de tramuntana. També es conserva una porta d'accés dovellada que es presenta paredada, situada a un costat del mur del sud. Finalment, cal destacar la decoració ornamental que presenten ambdós absis a partir d'un conjunt de lesenes en estat de degradació i que són uns dels elements més clarificadors a l'hora d'establir el moment constructiu d'aquest primitiu temple, que se situaria a cavall del segle xi i xii.
Posteriorment, l'estructura d'aquest primitiu temple es veu alterada per la construcció d'un edifici nou, que presenta la façana principal orientada a migjorn. Aquest edifici és de planta rectangular, d'una sola nau, capçalera plana i coberta a doble vessant amb teula àrab. També té una torre campanar que s'adossa al mur de ponent, d'estructura quadrada amb quatre ulls d'arc de mig punt i cornisa superior, sobre la qual es disposen quatre pinacles i corona una estructura piramidal amb coberta exterior de pissarra. La porta d'accés s'obre a la façana principal i se'ns presenta a partir d'un arc de mig punt on s'aprecia la inscripció incisa repartida per les dovelles de l'arc i que diu "ANNO I / NATIVITATE / DOMINI / MDCCCXCII", amb la data 1892, moment que va finalitzar la construcció de l'edifici actual. Destaquem la motllura que sobresurt de la clau d'aquesta porta d'accés, on hi ha el relleu d'una tiara amb motius vegetals. Damunt d'aquesta porta d'accés, també es disposa un òcul motllurat i finalment es disposa una cornisa que ressegueix un perfil mixtilini. L'obra presenta un parament de carreus rectangulars i quadrats que s'alternen en filades, i que corresponen als murs de l'edifici primitiu; així com un parament de pedra irregular de pedra del país, que correspon a l'estructura afegida amb posterioritat.
A la nau principal es conserva la imatge de Nostra Senyora del Roser, de fusta policromada.

## Història
La primitiva església de Santa Maria de Freixenet ja apareix mencionada en els segles xi i xii dins les relacions de parròquies del bisbat de Vic, al qual és vinculada fins al 1957, moment en què passa a formar part del de Solsona. El 1685, consta en la documentació de la visita pastoral d'Antoni Pasqual que l'església tenia com a sufragànies les de Sant Andreu i Sant Guillem de Sant Guim de la Rabassa i Sant Cristòfol de la Rabassa.
De l'estudi arquitectònic i decoratiu de les parts conservades de la primitiva església, es deriva que es va construir a final del segle xi o principi del següent i estaria dins l'estil llombard. No és clar, però, quina podria ser la planta original. El fet de no conservar-se la totalitat de la nau, presenta dubtes interpretatius respecte a l'ús d'una planta de creu llatina o una de creu grega, i malgrat que aquesta última no és gaire utilitzada no es pot descartar.